# Abbaye de Sankt Oswald
L'abbaye de Sankt Oswald est une ancienne abbaye bénédictine à Sankt Oswald-Riedlhütte, dans le Land de Bavière et le diocèse de Passau.

## Histoire
L'abbaye est fondée par le landgrave Johann von Leuchtenberg en 1396 sur une source. De 1396 à 1427, c'est la seule abbaye de pères paulins en Bavière. Des différents et des pillages de hussards provoquent le départ des pères paulins. En 1431, le pape Eugène IV permet l'installation des chanoines réguliers de saint Augustin qui viennent de Passau et de Süben.
Après la mort de Wolfgang Heigl, le dernier prévôt, en 1563, le monastère est vide. À la demande du duc Albert V de Bavière, l'abbé bénédictin de Niederaltaich envoie en 1567 des moines s'installer dans l'abbaye. En 1803, elle est dissoute lors de la sécularisation.
Le monastère sert d'église paroissiale et un presbytère à partir de 1817. En 1876, l'église est la proie d'un incendie ; elle est reconstruite en 1882.